# Trevanian
Rodney William Whitaker (* 12. Juni 1931 in Granville, New York; † 14. Dezember 2005 in West Country, Vereinigtes Königreich) war ein US-amerikanischer Schriftsteller, der vor allem unter seinem Pseudonym Trevanian bekannt wurde. Da seine Bücher teilweise sehr unterschiedliche Genres umspannen, ging man lange davon aus, dass Trevanian eine Gruppe von Schriftstellern sei.

## Leben
Geboren wurde Rodney William Whitaker am 12. Juni 1931 in Granville, New York. Später studierte er an der University of Washington, an der er seinen Bachelor- und Master-Abschluss machte. Zu dieser Zeit schrieb er ein Theaterstück mit dem Titel Eve of the Bursting. Nachdem er einen Doktortitel für Kommunikation und Film an der Northwestern University erhalten hatte, unterrichtete er eine Zeit lang am Dana College in Blair, Nebraska. Er gewann später ein Stipendium, welches ihm ein weiteres Studium in England ermöglichte.
Er heiratete Diane Brandon, mit der er vier Kinder hatte: zwei Söhne, Lance und Christian, und zwei Töchter, Alexandra und Tomasin. Sie lebten gemeinsam für sieben Jahre in der Region Soule im Baskenland, einem Landstrich, den Trevanian wiederholt zum Schauplatz seiner Romane gemacht hat.
Rodney Whitaker starb am 14. Dezember 2005 an den Folgen einer Lungenerkrankung im englischen West Country.

## Werk
Whitaker schrieb unter vielen Pseudonymen, darunter Nicholas Seare, Beñat LeCagot, Edoard Moran, doch bekannt wurde er vor allem als Trevanian. Er sagte, seine Frau habe den Namen gewählt, nachdem sie ein Buch des Historikers G. M. Trevelyan gelesen habe.
Seine ersten beiden Romane, The Eiger Sanction (1972) und The Loo Sanction (1973), waren beides Thriller, die das Spionage-Genre parodierten. The Eiger Sanction wurde im Jahr 1975 mit Clint Eastwood in der Hauptrolle verfilmt.
Ein Jahr darauf veröffentlichte er The Main. Darauf folgten Shibumi (1979) und The Summer of Katya (1983), ein Psycho-Thriller.
Erst fünfzehn Jahre später erschien Incident at Twenty-Mile (1998). Im Jahr 2005 erschien sein letzter Roman, The Crazyladies of Pearl Street. Jedoch erwähnt Whitakers Agent Michael V. Carlisle, dass eine Veröffentlichung von Werken geplant sei, an denen Whitaker zwischen 1983 und 1998 gearbeitet habe. Sie sollen unter dem Namen Trevanian veröffentlicht werden.
Unter seinem bürgerlichen Namen veröffentlichte er The Language of Film (1970). Als Nicholas Seare schrieb er 1339 ... or So: Being an Apology for a Peddler (1975) sowie die mittelalterliche Geschichte Rude Tales and Glorious: The Account of Diverse Feats of Brawn and Bawd Performed by King Arthur and His Knights of the Table Round (1983).
Seine insgesamt zehn Bücher, die in vierzehn Sprachen übersetzt wurden, verkauften sich mit mehr als sieben Millionen Exemplaren und wurden zu internationalen Bestsellern.

### Unter dem PseudonymTrevanianveröffentlicht
- 1972 – The Eiger Sanction (Im Auftrag des Drachen)
- 1973 – The Loo Sanction (Der Experte)
- 1976 – The Main (Ein Herzschlag bis zur Ewigkeit)
- 1979 – Shibumi (Shibumi oder der leise Tod)
  - Neuauflage in deutscher Sprache: Heyne, München 2011, ISBN 978-3-453-40809-8
- 1983 – The Summer of Katya (Katya)
- 1998 – Incident at Twenty-Mile
- 2005 – The Crazyladies of Pearl Street

### Unter dem PseudonymNicholas Seareveröffentlicht.
- 1975 – 1339 or So ... Being An Apology for A Pedlar
- 1983 – Rude Tales And Glorious

### Kurzgeschichten
- 1978 – Switching, Trevanian. Playboy Magazine.
- 1979 – Minutes of a Village Meeting, Beñat Le Cagot. Harper’s Monthly.
- 1984 – That Fox-of-a-Beñat, Beñat Le Cagot, translated by Trevanian. Yale Literary Magazine
- 1984 – The Secrets of Miss Plimsoll, Private Secretary, Trevanian. Redbook.
- 2000 – The Apple Tree, Trevanian. The Antioch Review
- 2003 – Waking to the Spirit Clock, Trevanian. The Antioch Review